# Angelo Salizzoni
Angelo Salizzoni (Bologna, 15 ottobre 1907 – Bologna, 1º febbraio 1992) è stato un politico italiano, membro dell'Assemblea costituente e della Camera dei deputati per sei legislature. È stato sottosegretario di stato in numerosi governi fra il 1957 e il 1976.

## Biografia
Angelo Salizzoni nasce il 15 ottobre 1907 a Bologna, da Giacomo e Venusta Stanzani, impiegato come ragioniere, affianca all’attività lavorativa presso alcune società assicurative un intenso impegno politico di matrice cattolica.
Iscritto alla Democrazia Cristiana, di cui fondò la sua sezione bolognese e fu anche vicesegretario nazionale, collaboratore strettissimo di Aldo Moro che lo volle come sottosegretario alla Presidenza del Consiglio in tutti e cinque i governi da lui presieduti.

## Sinossi degli incarichi di Governo
| Incarico | Mandato                             | Governo             |
| --- | ----------------------------------- | ------------------- |
| Sottosegretario di Stato al Ministero dell'Interno                                                                           | 23 maggio 1957 al 2 luglio 1958     | Governo Zoli        |
| Sottosegretario di Stato al Ministero del Tesoro con delega per i danni e le pensioni di guerra                              | 3 luglio 1958 al 16 febbraio 1959   | Governo Fanfani II  |
| Sottosegretario di Stato alla Presidenza del Consiglio dei ministri con le funzioni di segretario del Consiglio dei ministri | 8 dicembre 1963 - 23 luglio 1964    | Governo Moro I      |
| Sottosegretario di Stato alla Presidenza del Consiglio dei ministri con le funzioni di segretario del Consiglio dei ministri | 25 luglio 1964 - 24 febbraio 1966   | Governo Moro II     |
| Sottosegretario di Stato alla Presidenza del Consiglio dei ministri con le funzioni di segretario del Consiglio dei ministri | 26 febbraio 1966 - 25 giugno 1968   | Governo Moro III    |
| Sottosegretario di Stato al Ministero dell'Interno                                                                           | 26 giugno 1968 - 13 dicembre 1968   | Governo Leone II    |
| Sottosegretario di Stato al Ministero dell'Interno                                                                           | 14 dicembre 1968 - 6 agosto 1969    | Governo Rumor I     |
| Sottosegretario di Stato al Ministero dell'Interno                                                                           | 7 agosto 1969 al 28 marzo 1970      | Governo Rumor II    |
| Sottosegretario di Stato al Ministero degli Affari esteri                                                                    | 2 aprile 1970 - 6 agosto 1970       | Governo Rumor III   |
| Sottosegretario di Stato al Ministero degli Affari esteri                                                                    | 7 agosto 1970 - 18 febbraio 1972    | Governo Colombo     |
| Sottosegretario di Stato al Ministero degli Affari esteri                                                                    | 23 febbraio 1972 - 26 giugno 1972   | Governo Andreotti I |
| Sottosegretario di Stato alla Presidenza del Consiglio dei ministri con le funzioni di segretario del Consiglio dei ministri | 27 novembre 1974 - 12 febbraio 1976 | Governo Moro IV     |
| Sottosegretario di Stato alla Presidenza del Consiglio dei ministri con le funzioni di segretario del Consiglio dei ministri | 13 febbraio 1976 - 30 luglio 1976   | Governo Moro V      |